# Джесі Нельсон
Джессіка Луїза Нельсон (англ. Jessica Louise "Jesy" Nelson; нар. 14 червня 1991, Ромфорд, Велика Британія) — англійська співачка, автор пісень і танцівниця, актриса та учасниця британської групи Little Mix.

## Біографія
Джессіка Луїза Нельсон народилася 14 червня 1991 року в Ромфорді, графство Ессекс, у сім'ї підприємця Джона Нельсона та співробітниці поліції з публічних робіт Дженіс Уайт. Батьки розлучилися, коли їй було п'ять років. Джессі — одна з чотирьох дітей у сім'ї, у неї є старша сестра Джейд, молодший брат Джозеф, а також старший брат Джонатан.
Нельсон відвідувала громадську школу Джо Річардсона, Академію Еббс Кросс та Коледж мистецтв у Хорнчерчі. Вона також ходила до театральної школи Сільвії Янг, і її однокласницею була Ріта Ора. До прослуховування в The X Factor працювала буфетницею в Догенхем. У дитинстві грала епізодичні ролі у фільмах «Мій хлопчик» та «Гаррі Поттер і келих вогню».

## Кар'єра
2011 — теперішній час: The X Factor та Little Mix.
На першому прослуховуванні в The X Factor Джессі виконала «Bust Your Windows» Джазмін Салліван. Вона та Перрі Едвардс були спочатку визначені в групу Faux Pas, а Джейд Феруолл і Лі-Енн Піннок — в групу Orions. Обидві групи, однак, так і не отримали подальшого розвитку. Пізніше було вирішено утворити квартет Rhythmix, і дівчат покликали до будинку суддів. Їх наставником стала Туліса Контоставлос. 28 жовтня було оголошено остаточну назву гурту — Little Mix. 11 грудня Little Mix здобули перемогу в The X Factor, що стала першою групою, що перемогла у програмі за всю її історію.
З початку кар'єри колектив випустив шість студійних альбомів: DNA (2012), Salute (2013), Get Weird (2015), Glory Days (2016), LM5 (2018) та Confetti (2020).
У листопаді 2020 року було оголошено, що Джессі приймає перерву від діяльності групи за станом здоров'я; раніше дівчина пропустила кілька заходів у межах просування останнього альбому. з 14 грудня 2020 р. по 16 липня 2023 р. в соціальних мережах Джессі опублікувала заяву про офіційний вихід з групи, пояснивши, що їй важко «жити відповідно до чиїхось очікувань». У перші хвилини після публікації шанувальники Little Mix вивели у світові тренди хештег «#ThankYouJesy».
8 жовтня 2021 вийшов дебютний сингл Boyz Спільно з Нікі Мінаж.

## Особисте життя

### Травля за зайву вагу
Джессі розповіла, що на тлі стресу, викликаного цькуванням з боку однолітків у школі, страждала від алопеції. 12 вересня 2019 року відбулася прем'єра документального фільму «Зайва» (Odd One Out), знятого спільно з BBC Three, де Нельсон розповіла про спроби суїциду через цькування в соціальних мережах, яке розпочалося у 2011 році; вона також зізналася, що морила себе голодом перед зйомками та виступами, і потім наїдалася знову. В інтерв'ю для журналу Glamour, присвяченому виходу фільму, Джессі сказала, що до участі в шоу ніколи не замислювалася про те, як вона виглядає і скільки важить, проте пізніше почала думати, що все саме так, як про неї пишуть.
У 2013 році Джессі також хотіла вчинити самогубство, тому що «не могла зазнавати болю».

### Особисте життя
У 2014 році Джессі почала зустрічатися з британським співаком Джейком Роше; через рік Джейк зробив їй пропозицію, однак у листопаді 2016 року вони розлучилися.
У січні 2019 року почала зустрічатися з Крісом Хьюзом, але через 16 місяців пара розлучилася з особистих причин. Торішнього серпня 2020 року також заявила, що деякий час полягала у відносинах з актором Шоном Сагаром.

### Татуювання
У Нельсон 15 татуювань, одне з яких розташоване на правій руці й каже: «Музика — найсильніша форма магії»